# 超音速スーパーソニック
『超音速 スーパーソニック』（スーパーソニック）は、山下友美の漫画。 

## あらすじ
受験生の少女が、列車の中で知り合った一人の老人。彼は彼女に不思議な話を語りだした。〝未来をのぞける男〟の話。
ゆるやかに、そして無情に時が流れる時代を背景に、二人の乗った列車は、ノスタルジックな旅を続ける……。

## 収録作品
- 超音速 スーパーソニック（1993年花とゆめPLANET増刊5月1日号掲載）
- ブロンティ（1993年花とゆめ10号掲載)
- くるい咲きピエロの春（1989年花とゆめ3号掲載）
- 直射（描き下ろし）

## 単行本
- 山下友美『超音速スーパーソニック』白泉社〈花とゆめコミックス〉全1巻
  - 1993年12月25日発行、ISBN 978-4592126485